# Sub rosa
Sub rosa è una forma abbreviata dell'espressione latina Sub rosa dicta velata est (it.: ciò che viene detto sotto la rosa è segreto), che ricorda come la rosa nei miti antichi fosse un simbolo di silenzio e di riservatezza. La frase latina significava che, se si poneva una rosa sul tavolo, chi aveva ascoltato o detto qualcosa era impegnato a tenerlo segreto. La rosa era, sia nell'antica Grecia che a Roma, il fiore dedicato a Horus, dio del silenzio.